# Liste des évêques de Teano
Cette liste recense les évêques qui se sont succédé sur le siège du diocèse de Teano. En 1818, il est uni aeque principaliter au diocèse de Calvi. Les deux diocèses sont pleinement unis en 1986 et la nouvelle circonscription prend le nom de diocèse de Teano-Calvi.

## Évêque de Teano
- Saint Paris (it) (vers 333-346)
- Saint Amase (vers 346-356)
- Saint Urbain (vers 356- ?)
- Quinto (mentionné en 499)
- Domnino (moitié du VIe siècle)
- Mauro (début du IXe siècle)
- Lupo, O.S.B (? - vers 860)
- Ilario, O.S.B (860-867)
- Stefano (mentionné en 868)
- Leone, O.S.B (documenté en 879 et 887/888)
- Angelario, O.S.B (? -889)
- Galdo (mentionné en 963)
- Landone (mentionné en 987)
- Sandario (mentionné en 1004/1009)
- Isembardo (mentionné en 1049)
- Arduino (mentionné en 1059)
- Guglielmo Ier (mentionné en 1071)
- Bernardo (mentionné en 1094)
- Pandolfo, O.S.B (1122-1126)
- Pietro Ier (1154/1158-1179)
- Raul II (mentionné en 1182)
- Pietro II (1189-1191)
- Teodino (1193-1197)
- Anonyme † (mentionné en 1206)
- P. (documenté comme évêque élu en 1210/1220)
- Anonyme (documenté en 1215 et 1217)
- Anonyme (documenté en 1222 et 1225)
- Roffredo (1229-1239)
- Ugo (documenté en 1252 et 1273)
- Guglielmo II (1274-1295)
- Nicola (1296-1304)
- Adenolfo (1305-1309)
- Goffredo Galluzzi (1310-1338)
- Pietro III (1338- ?)
- Omodeo (1342- ?)
- Bartolomeo Papazzurri, O.P (1348-1353), nommé évêque de Chieti
- Marino del Giudice (1353-1361), nommé archevêque d'Amalfi
- Giovanni Muzio (1361-1363)
- Francesco da Messina, O.P (1363-1369)
- Tommaso della Porta (1369-1372), nommé archevêque de Reggio Calabria
- Alessandro (1372-1375)
- Antonio Petrucci (1383-1393), nommé évêque de Penne
  - Giovanni da Eboli, O.F.M (1388-1422) (antiévêque)
- Niccolò de Diano (1393-1411), nommé archevêque de Naples
- Gaspare de Diano (1412- ?)
- Giovanni Cristoforo Crisponi (1418-1443)
- Martino de Belinzo, O.Cist (1443-1458)
- Niccolò Forteguerri (1458-1473)
- Orso Orsini (1474-1495)
- Francisco de Borja (1495-1499), nommé archevêque de Cosenza
  - Francisco de Borja (1499-1508), administrateur apostolique
  - Francisco de Borja II (1508-1531), administrateur apostolique
  - Giovanni Salviati (1531-1535), administrateur apostolique
- Antonio Maria Sartori (1535-1556)
- Girolamo Michele Nichesola, O.P (1557-1566)
- Arcangelo de' Bianchi, O.P (1566-1575)
- Giovanni Paolo Marincola (1575-1588)
- Vincenzo Brancaleoni (1588-1588)
- Vincenzo Serafino (1588-1615)
- Angelo della Ciaia (1616-1616)
- Miguel Ángel Zaragoza Heredia (1617-1622)
- Ovidio Lupari (1623-1626)
- Juan de Guevara, C.R.M (1627-1641)
- Muzio de Rosis (1642-1654)
- Paolo Squillanti (1654-1660)
- Ottavio Boldoni, B. (1660-1680)
- Giuseppe Nicola Giberti (1681-1697)
- Domenico Pacifico (1698-1717)
- Giuseppe del Pozzo (1718-1723)
- Domenico Antonio Cirillo (1724-1745)
- Angelo Longo, O.S.B (1746-1749)
- Domenico Giordani (1749-1755)
- Aniello Broya (1755-1767)
- Giovanni Giacomo Onorati (1768-1777), nommé évêque de Troia
- Filippo d'Aprile (1777-1792), nommé évêque de Melfi et Rapolla
- Raffaele Pasca, O.S.B (1792-1795)
- Nicola Vecchi (1797-1808)
  - Siège vacant (1808-1818)

- En 1818, union aeque principaliter au diocèse de Calvi voir Liste des évêques de Calvi

## Sources
- « Diocese of Teano-Calvi »